# Stanisław Kania

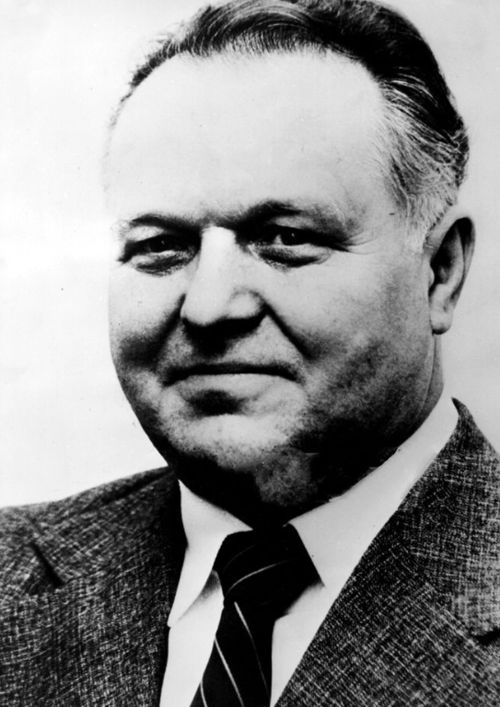
Stanisław Kania (1979)

Stanisław Kania (* 8. März 1927 in Wrocanka bei Jasło; † 3. März 2020 in Warschau) war ein polnischer Politiker.

## Leben
Während des Zweiten Weltkriegs war Kania Arbeiter und kämpfte in den Bauernbataillonen (Bataliony Chłopskie). 1945 trat er der Polnischen Arbeiterpartei (PPR) bei, die 1948 in der Polnischen Vereinigten Arbeiterpartei (PVAP) aufging. Von da an machte Kania eine langsame, aber stetige Parteikarriere. Von 1968 bis 1971 leitete er die Verwaltungsabteilung beim ZK, von 1971 bis 1981 war er ZK-Sekretär, von 1975 bis 1981 Mitglied des Politbüros. Vom 6. September 1980 bis zum 18. Oktober 1981 war er als Nachfolger von Edward Gierek Erster Sekretär der PVAP. Kania galt als typischer Kompromisskandidat und gemäßigter Apparatschik. Infolge der Verschärfung des politischen Kurses wurde er dann durch General Wojciech Jaruzelski abgelöst, gehörte aber noch von 1982 bis 1985 dem Staatsrat an und blieb bis 1989 Abgeordneter im Sejm.
1991 veröffentlichte er seine Erinnerungen Zatrzymać konfrontację („Die Konfrontation anhalten“).
2012 wurde er durch das Bezirksgericht Warschau vom Vorwurf des Verfassungsbruchs bei Verhängung des Kriegsrechts 1981 freigesprochen. Gegen diesen Freispruch legten die Strafverfolger des Instituts für Nationales Gedenken (IPN) Rechtsmittel ein; doch bestätigte das Warschauer Appellationsgericht im folgenden Jahr das Urteil der ersten Instanz. Er starb am 3. März 2020 an Herzversagen und Lungenentzündung.